# Harry Potter e la pietra filosofale (videogioco)
Harry Potter e la pietra filosofale è il nome di cinque videogiochi diversi. Le prime quattro versioni sono state commercializzate nel 2001 da Electronic Arts per PC, Game Boy Color, Game Boy Advance e PlayStation. La versione PC è stata portata sul Mac dalla Aspyr nel 2002. La versione per Nintendo GameCube, PlayStation 2 ed Xbox è stata pubblicata nel 2003. È il primo gioco della saga. Il gioco è basato su Harry Potter e la pietra filosofale di J. K. Rowling, la trama risulta estremamente fedele al film, ad eccezione della versione Game Boy Color tratta prevalentemente dal libro. Ciascuna piattaforma ha una versione che differisce completamente dalle altre, con notevoli differenze anche nella struttura dei livelli e del gameplay e nella trama.
Nel videogioco la voce italiana di Harry Potter è di Alessio Puccio o di Jacopo Sarno: dipende dalla piattaforma su cui si gioca.

## Trama
Uscito in corrispondenza all'omonimo film, il gioco vede protagonista Harry alla scuola di magia e stregoneria di Hogwarts. Harry Potter è un orfano che vive con i suoi zii a Londra. All'età di undici anni si rende conto grazie ad una visita di Hagrid di possedere poteri magici e parte con lo stesso Hagrid per la scuola di magia di Hogwarts. Arrivato qui dovrà affrontare incredibili avventure, seguire le lezioni per apprendere gli incantesimi da utilizzare durante il gioco (e quindi affrontare delle sfide proposte dagli insegnanti per imparare ad usarli), giocare a Quidditch nella squadra di Grifondoro, conquistare utili oggetti magici anche grazie alle gelatine Tuttigusti +1, aiutare gli amici, far guadagnare punti alla casa dei Grifondoro per vincere la Coppa delle case alla fine del gioco (tuttavia la vincerà Grifondoro a prescindere dai punteggi delle quattro case dato che, come nel film e nel romanzo, alla fine dell'anno i Serpeverde si trovano in vantaggio ma Silente assegnerà altri punti ai Grifondoro all'ultimo minuto per le varie imprese compiute da Harry e i suoi amici) e infine superare varie prove per arrivare a combattere con Lord Voldemort, il suo nemico finale, colui che lo ha reso orfano all'età di un anno uccidendo i suoi genitori.

## Sviluppo
Harry Potter e la pietra filosofale è basato sulla storia omonima e, grazie alla collaborazione con la Warner Bros., il gioco presenta anche i set e l'ambiente dell'adattamento cinematografico. Ad EA sono stati concessi i diritti per i giochi di Harry Potter nell'agosto 2000. Il produttore esecutivo del gioco Chris Graham ha dichiarato che il gioco era rivolto a bambini dagli otto ai quattordici anni con il suo gameplay basato sui puzzle. La versione per PlayStation è stata sviluppata da Argonaut come un gioco d'azione e piattaforma che integrava un ambiente 3D nel suo gameplay, utilizzando il motore di gioco che avevano precedentemente sviluppato per i giochi Croc. 
Jamie Walker è stato il produttore del gioco. Il gioco è stato progettato da Stephen Jarrett e programmato da Ben Wyatt. Wayne Billingham e Gary Bendelow sono stati rispettivamente l'artista principale e l'animatore principale. La sceneggiatura e i dialoghi sono stati scritti e modificati da Guy Miller e Simon Phipps. La musica è stata composta da Jeremy Soule. La colonna sonora è stata pubblicata digitalmente nel 2006. 

## Differenze tra le versioni
Le prime versioni pubblicate sono quelle per PC e PS1, le quali differiscono completamente tra di loro. Nello stesso periodo sono uscite anche le versioni per Game Boy Color e Game Boy Advance, le quali, per limiti hardware, presentano ovviamente un gameplay e una trama più lineari e sono più orientate sull'RPG. Due anni dopo è uscita la versione per PS2, Xbox e GameCube, più fedele al film ma anche la più criticata, poiché molti elementi sono stati copiati dal secondo capitolo uscito l'anno prima.

## Requisiti di sistema (PC)
|              | Requisiti minimi                                | Requisiti consigliati                                                                         |
| ------------ | ----------------------------------------------- | --------------------------------------------------------------------------------------------- |
| Processore   | Intel pentium II 266 MHz                        | Intel pentium II/AMD Athlon 400 MHz                                                           |
| Scheda video | Direct3D compatibile                            | ATI RAGE Fury 128; nVidia RIVA TNT, TNT2, GeForce 2, GeForce 3; Matrox G400, G450; Kyro I, II |
| VRAM         | 4 MB                                            | 16 MB o maggiore                                                                              |
| RAM          | 32 MB (64 per Windows 2000, 128 per Windows XP) | 64 MB (128 per Windows 2000, 256 per Windows XP)                                              |
| HDD          | 400 MB                                          | 500 MB                                                                                        |
| DirectX      | 8.0                                             | 8.0                                                                                           |
| Scheda audio | Compatibile con DirectX 8                       | Compatibile con DirectX 8                                                                     |

## Accoglienza

### Critica
Harry Potter e la pietra filosofale ha ricevuto recensioni "miste o nella media" secondo l'aggregatore di recensioni Metacritic.  Gerald Villoria di GameSpot ha elogiato gli sforzi degli sviluppatori per la versione PlayStation , nel ricreare il castello di Hogwarts e personaggi dall'aspetto diverso, ma ha detto che la grafica del gioco sembra "poligoni estremamente frastagliati". Ha anche elogiato la versione PlayStation per la sua "narrazione in stile favola della buonanotte" e le voci fuori campo dei personaggi, ma ha criticato la mancanza di musica del gioco.  PlayStation Illustrated ha notato che la versione PlayStation ha angoli di ripresa scadenti, aggiungendo che solo l'uso dei pulsanti "L" e "R" può risolvere il problema, poiché non è angolata nella direzione in cui è rivolto Harry. Le partite di Quidditch "divertenti da giocare" sono state elogiate da PlayStation Illustrated, che ha affermato che le "partite erano fatte in modo eccellente" e controllare Harry era facile. Jeremy Conrad di IGN lo ha definito "uno dei giochi PS One più belli" per la sua grafica, ma ha detto che questo può causare un ritardo nel frame rate. 

### Vendite
Harry Potter e la pietra filosofale ha venduto otto milioni di copie, diventando uno dei giochi più venduti per PlayStation e uno dei videogiochi più venduti di tutti i tempi al momento dell'uscita. La versione per PlayStation di La pietra filosofale ha ricevuto un premio di vendita "Platinum" dall'Entertainment and Leisure Software Publishers Association (ELSPA),  indicando vendite di almeno 300.000 copie nel Regno Unito. L'ELSPA ha conferito alla versione per computer del gioco una certificazione "Gold",  per vendite di almeno 200.000 copie nella regione. Il gioco ha generato 500 milioni di dollari di entrate. 

### Riconoscimenti
La versione PlayStation di Harry Potter e la pietra filosofale ha ricevuto due nomination dall'Academy of Interactive Arts & Sciences per " Console Family Game of the Year " e " Outstanding Achievement in Original Musical Composition " e 5th Annual Interactive Achievement Awards. 